# 阿貝拉貝特河
阿貝拉貝特河（俄语：Абырабыт/Абыраабыт）是俄羅斯的河流，位於薩哈共和國，屬於亞納河的支流，河道全長120公里，流域面積約2,570平方公里，河水主要來自融雪和雨水。